# Шевијон (Јон)
Шевијон (фр. Chevillon) насеље је и општина у источном делу централне Француске у региону Бургоња, у департману Јон која припада префектури Осер.
По подацима из 2011. године у општини је живело 312 становника, а густина насељености је износила 23,85 становника/km². Општина се простире на површини од 13,08 km². Налази се на средњој надморској висини од 200 метара (максималној 212 m, а минималној 152 m).

## Демографија
| 1962. | 1968. | 1975. | 1982. | 1990. | 1999. | 2011. |
| ----- | ----- | ----- | ----- | ----- | ----- | ----- |
| 293   | 305   | 277   | 243   | 246   | 288   | 312   |

График промене броја становника у току последњих година